# 野地温泉
野地温泉（のぢおんせん）は、福島県福島市土湯温泉町（旧国陸奥国、明治以降は岩代国）にある温泉。

## 泉質
- 源泉名 : 野地温泉1号
- 単純硫黄温泉（硫化水素型）
  - 源泉温度 : 50.3
  - 湧出量 : 108.6L/分
- pH = 6.18

### 効能
- 温泉固有の適応症
  - 慢性皮膚病、慢性婦人病、きりきず、糖尿病、高血圧病、動脈硬化病

※効能はその効果を万人に保証するものではない。

## 温泉地
磐梯朝日国立公園内に野地温泉ホテルが存在する。福島県道30号本宮土湯温泉線（国道115号の旧道）に沿い、標高1,200mの高所にある温泉地ながら通年営業している。一軒宿の日帰り入浴の値段は周辺の他の温泉よりも割高なだが、休憩所などの設備が整っており、風呂の種類も多い。ちなみにこのあたりは福島市だが、福島市の市外局番「024-5」ではなく、隣の耶麻郡の市外局番「0242」が使用されている。

## 無線中継施設
福島県、福島市内テレビ局は会津地方へ電波を送る為、当地に無線中継施設を設置している。
- 福島県防災行政無線

福島県総合情報通信ネットワーク：野地中継所
- NHK福島放送局・野地反射板（テレビ）

型式：10M×12M×4M反射板
完成：1986年9月完成
施工：電気興業株式会社
- NHK福島放送局・吾妻固定局（FM）

FPU受信基地併設
- 福島テレビ・野地反射板

型式：10M×10M反射板
完成：1962年12月完成
納入：日本電気株式会社
製作設計：電気興業株式会社
- テレビユー福島は、付近の山（高山）に設置

## アクセス
- 東北自動車道 福島西ICから国道115号を猪苗代方面へ進み、土湯トンネル手前で福島県道30号本宮土湯温泉線を土湯峠方面へ向かう。約30分。
- 福島交通が季節運行の福島駅発着バス「スカイライン循環線」を運行することがあり、「野地温泉」バス停が設けられる。

## 周辺
- 鬼面山
- 磐梯吾妻スカイライン
- 新野地温泉・鷲倉温泉・赤湯温泉・幕川温泉
- 横向温泉
- 箕輪スキー場